# كلو ديكسترا
كلو ديكسترا (بالإنجليزية: Chloe Dykstra)‏ هي مدونة صوتية وعارضة وممثلة أمريكية، ولدت في 15 سبتمبر 1988 في لوس أنجلوس في الولايات المتحدة.

## أعمال

### أفلام
- (2009) اسحبني إلى الجحيم[5][6]

### مسلسلات
- ويزردز أوف ويفرلي بليس[7]

## وصلات خارجية
- كلو ديكسترا على موقع IMDb (الإنجليزية)
- كلو ديكسترا على موقع ألو سيني (الفرنسية)
- كلو ديكسترا على موقع أول موفي (الإنجليزية)
- كلو ديكسترا على موقع قاعدة بيانات الفيلم (الإنجليزية)
- كلو ديكسترا على موقع كينوبويسك (الروسية)